# Chessmaster

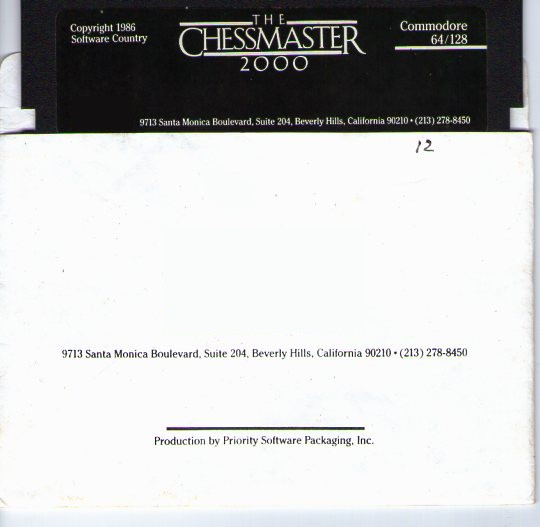
Diskette mit Chessmaster 2000

Chessmaster ist ein kommerzielles Schachprogramm, das von der Firma Ubisoft vertrieben wird. Nach Herstellerangaben wurde es weltweit insgesamt über 5 Millionen Mal verkauft. Es ist besonders im englischsprachigen Raum verbreitet.

## Versionen
Die erste Version, Chessmaster 2000, wurde 1986 von der Firma Software Toolworks für Amiga, Apple II, Atari ST und IBM-PC (MS-DOS) herausgebracht. Ein Update erschien 1988 unter dem Namen Fidelity Chessmaster 2100. 1991 erschien Chessmaster 3000, der unter DOS und Microsoft Windows 3.x lief, 1993 gefolgt von Chessmaster 4000 Turbo. Seit Chessmaster 3000 für Windows 3.x werden Züge wahlweise mit Sprache kommentiert, zumindest in der MPC Version. Diese Versionen sind mittlerweile Abandonware. 1995 wurde das Programm von Mindscape auch für PlayStation angeboten. 1995 erschien Chessmaster 4000 für Windows 95, 1996 für Apple Macintosh. Weitere Versionen für PC erschienen 1996 (Chessmaster 5000), 1997 (Chessmaster 5500), 1998 (Chessmaster 6000), 1999 (Chessmaster 7000), 2000 (Chessmaster 8000), 2002 (Chessmaster 9000, auch für Apple Macintosh) und 2004 (Chessmaster 10th Edition). Seit 2002 gibt es eine Version für Game Boy Advance, seit 2003 für PlayStation 2, ab 2004 auch Versionen für Xbox und Mobiltelefone. Als elfter Teil der Serie erschienen 2007 Chessmaster: Grandmaster Edition für PC sowie Chessmaster: The Art of Learning für Nintendo DS und PlayStation Portable.
Chessmaster gehörte mit zu den ersten Schachprogrammen, die 3D-Grafiken zur Brettdarstellung einsetzten. Seit 2002 können über einen eigenen Schachserver auch Partien gegen andere Spieler, die das Programm besitzen, ausgetragen werden. Ab Version 11 ist das Programm mehrprozessorfähig.

## Spielstärke
Die Schach-Engine The King (aktuelle Version: 3.50) stammt von dem niederländischen Programmierer Johan de Koning. Das früher auch in Schachcomputern wie dem TASC R 30 eingesetzte Programm ist für einen aggressiven Spielstil bekannt. Eine Version aus dem Jahr 2002 wurde von der Schwedischen Computerschachvereinigung SSDF aufgrund von Testpartien gegen andere Programme mit einer Elo-Zahl von 2721 eingestuft (Hardware: AMD Athlon 1,2 GHz). Im September 2002 gewann diese Version einen Wettkampf gegen den amtierenden USA-Meister Larry Christiansen mit 2,5-1,5.
Da das Programm auf den Massenmarkt ausgerichtet ist und eine allzu hohe Spielstärke die Zielgruppe frustrieren würde, stehen zahlreiche Trainingsfunktionen zur Verfügung. Dazu gehören ein integrierter "Chess coach", der auf grobe Fehler aufmerksam macht, und zahlreiche Computergegner mit programmierten Schwächen. Durch Veränderung von Bewertungsparametern kann die Spielweise des Programms auch vom Benutzer beeinflusst werden. Außerdem ist ein Schachlehrgang für Anfänger und Fortgeschrittene enthalten, unter anderem mit gesprochenen Partiekommentaren von Joshua Waitzkin.